# Christa Stubnick
Christa Stubnick (Gardelegen, Alemania, 12 de diciembre de 1933) fue una atleta alemana, especializada en las pruebas de 100 m y 200 m en las que llegó a ser subcampeona olímpica en 1956.

## Carrera deportiva
En los JJ. OO. de Melbourne 1956 ganó la medalla de plata en los 100 metros lisos, con un tiempo de 11.7 segundos, llegando a meta tras la australiana Betty Cuthbert (oro con 11.5 s) y por delante de otra australiana Marlene Matthews.
Y también ganó la plata en los 200 metros, con un tiempo de 23.7 s, de nuevo tras la australiana Betty Cuthbert (oro con 23.4 s que fue récor olímpico) y por delante de otra australiana Marlene Matthews.